# 김재호 (1964년)
김재호(金載昊, 1964년 12월 5일 ~ )은 대한민국의 언론인이다. 김상만 동아일보 명예회장의 손자, 김병관의 아들로, 현재는 동아일보 · 채널A 겸영 대표이사 회장이다.

## 학력
- 1983년 경복고등학교 졸업
- 미국 보스턴대학교 경영학 학사
- 미국 테네시대학교 대학원 경영학 석사

## 경력
- 1995년 동아일보 기획실 기자
- 1996년 동아일보 편집국 기자
- 1999년 한국신문협회 기조협의회 이사
- 1999년 동아일보 사장실 실장 상무이사
- 2000년 동아일보 신문담당 전무이사
- 2001년 동아일보 경영담당 대표이사 전무
- 2006년 3월부터 2008년 3월 동아일보 인쇄인, 대표이사 부사장
- 2008년 3월부터 2023년 3월 동아일보 대표이사 사장 / 동아일보 편집인, 발행인
- 2010년 서울 G20 정상회의 준비위원회 민간위원
- 2010년 한국신문협회 회장
- 2012년 5월 ~ 고려중앙학원 이사장
- 2014년 3월부터 2023년 3월 채널A 대표이사 사장
- 2017년 7월 ~ 2025년 7월 고려대학교 이사장
- 화정평화재단 이사
- 2023년 3월부터 현재 채널A 대표이사 회장
- 2023년 3월부터 현재 동아일보 대표이사 회장

## 가족 관계
- 증조할아버지: 김성수 (1891년 10월 11일 ~ 1955년 2월 18일)
- 증조할머니: 고광석 (1886년 ~ 1919년)
  - 할아버지: 김상만 (1910년 1월 19일 ~ 1994년 1월 26일)
  - 할머니: 고현남 (미상)
    - 아버지: 김병관 (1934년 7월 24일 ~ 2008년 2월 25일)
    - 어머니: 안경희 (1939년 ~ 2001년)
      - 배우자: 이정원 (1967년 2월 5일 ~ )[1]

    - 동생: 김재열 (1968년 10월 14일 ~ )
    - 제수 이서현 (1973년 9월  20일 ~ )이건희의 딸
    - 누나: 김태령 (1963년 ~ )